# Paya Kulbi
Paya Kulbi is een bestuurslaag in het regentschap Aceh Tamiang van de provincie Atjeh, Indonesië. Paya Kulbi telt 1120 inwoners (volkstelling 2010).